# خليفة (مصطلح)
الخليفة هو اسم أو لقب يعني "خليفة رسول الله" يُستخدم "للحاكم". وهذا المنصب ديني سياسي وموجود عند مختلف المذاهب الإسلامية بمُسميات أخرى؛ مثلًا يستخدم الشيعة أحيانًا مصطلح (الإمام) للإشارة لبعض معانيه. يشير هذا المصطلح في أغلب الأحيان إلى زعيم الخلافة، ولكنه يُستخدم أيضًا كلقب بين مختلف الجماعات الدينية الإسلامية وغيرها. كان هناك خمسة خلفاء راشدين بعد وفاة النبي محمد: أبو بكر، عمر، عثمان، علي، الحسن. وقد أصبحت الخلافة بعد ذلك محل نزاع، مما أدى في النهاية إلى انقسام الأمة الإسلامية إلى مجموعتين، السنة والشيعة، الذين يفسرون كلمة خليفة بطرق مختلفة ومختلفة.
تشمل أقدم الاستخدامات الإسلامية كلمة "خليفة" في القرآن الكريم في سورة البقرة الآية 30: (وَإِذْ قَالَ رَبُّكَ لِلْمَلَائِكَةِ إِنِّي جَاعِلٌ فِي الْأَرْضِ خَلِيفَةً ۖ)، حيث يأمر الله الملائكة بالسجود لآدم باحترام. لذا، فإن "الخليفة" أقرب إلى "المتحدث باسم الله" منه إلى "الوكيل" في هذا السياق، ويؤدي إلى اكتشاف دور الإمام في الإسلام، من وجهة النظر الشيعية، حيث يُزعم أن الخلافة الروحية أو تسمية الخليفة بهذا المعنى من المرشد الروحي والدنيوي تقع على عاتق الإمام الأول، علي بن أبي طالب، (الذي تلقى مهمته من ابن عمه محمد والذي تنازل أيضًا عن الخلافة لانتخاب ومطالبة الزعيم الأقوى سياسيًا والأكثر شعبية وأكبر منه، أبو بكر). في التراث الشيعي، تبلورت المطالبة الشيعية المنحلة بالخلافة بعد ذلك في الإمامة التي استمرت مع أحفاده من بعده من خلال التعيين بالنص [الإنجليزية]، أو التعيين.

## التاريخ
كان وجود رأس لسلطة كل المسلمين، أمرًا ضروريًّا في كل التاريخ الإسلامي، وقد بدأت هذه الممارسة منذ وفاة النبي محمد مباشرةً وحتى سقوط الخلافة العثمانية أي منذ 632 م وحتى 1924 م (مع محاولة فاشلة للخلافة الشريفية في عامي 1924-1925 م). وقد نُصبَت 9 خلافات مُعتبرة في التاريخ: الخلافة الراشدة، الخلافة الأموية، الخلافة الزبيرية، الخلافة العباسية، الخلافة الفاطمية، الخلافة العثمانية، الخلافة الأموية الأندلسية، الخلافة المُوحدية، الخلافة الشريفية. وقد كان هناك بعض المحاولات مثل حركة الخلافة لإحياء الخلافة مرة أخرى في العصر الحديث؛ ولكن كلها باءت بالفشل. في تقرير وزارة الدفاع الأمريكية لعام 2017 رُفع مستوى التأهب الأمريكي من إيران ووُصفَت بالخلافة، حيث اُعتُبر أن منصب المُرشد الأعلى للثورة الإسلامية منصب مُشابه للخليفة، وأنه على الولايات المتحدة العمل على عزل إيران عن المحيط الإسلامي لعدم قيام كيانات مُتأثرة بالفكرة في الشرق الأوسط مما سيُضر مصالح الولايات المتحدة.

## طالع أيضًا
- أمير
- باي
- بيغ
- الإمام
- خان (اللقب)
- ملك
- مير (لقب)
- ميرزا ، حرفيًا تعني "ابن الأمير"
- حركة المرابطين العالمية [الإنجليزية]
- كتاب الرجل البابوي والبروميثيوسي [الإنجليزية]
- الأمير
- الشيخ
- سيد
- شاه
- سلطان
- الوزير